# Jesús Mauleón
Jesús Mauleón Heredia (Arróniz, Navarra, 21 de diciembre de 1936-Pamplona, 20 de octubre de 2024) fue un sacerdote, poeta y escritor español. Premio Navarra de novela corta (1980) y semifinalista del Premio Nadal (1984).

## Biografía

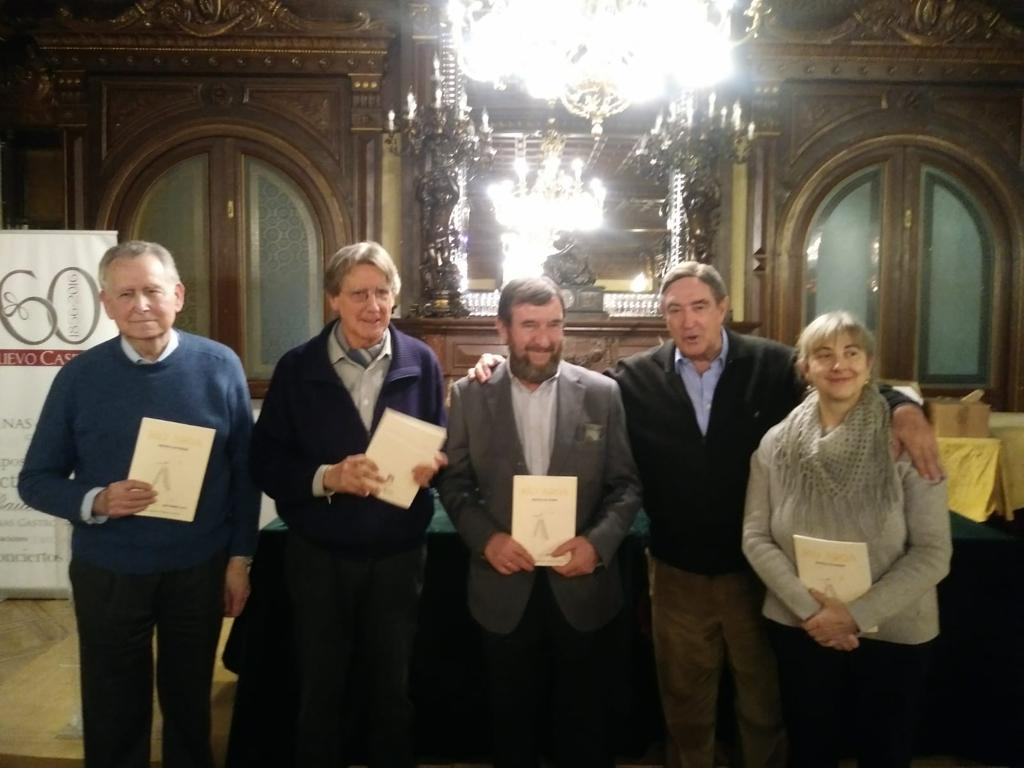
Acto de presentación del número 142 de Río Arga, día 11 de diciembre de 2018, en el Nuevo Casino Principal de Pamplona. En la foto, cinco de los seis directores de la revista: Jesús Mauleón, Tomás Yerro, Juan Ramón Corpas, Víctor Manuel Arbeloa y Blanca Gil Izco. Falta Ángel Urrutia.

Jesús nació en la localidad navarra de Arróniz, durante la Guerra civil española, en el seno de una familia campesina. A los tres años de edad comenzó su formación elemental en el colegio de las Hijas de la Caridad. Ingresa en el Instituto Ximénez de Rada, donde cursa el primer curso de Bachillerato. En el año 1948 ingresa en el Seminario de Comillas, para realizar los estudios que le prepararán para ordenarse sacerdote. Después de estudiar en el Seminario de Comillas (1948-1959) —futura Universidad de Comillas—, se traslada primero a Innsbruck donde concluye los estudios de Teología; y después a Múnich donde estudia dos años de Germanística. Tras su ordenación sacerdotal (1963) regresa a Navarra, y se licencia en Filosofía y Letras, mientras continúa con su labor pastoral. Durante dieciséis años fue profesor de Literatura.
El 4 de septiembre de 1966 Jesús Mauleón celebró su primera misa en la parroquia de Navaz, Unzu, Ollacarizqueta y Garciriáin. En septiembre de 2016, los feligreses de esos pueblos se reunieron para conmemorar el aniversario de su ordenación. Su labor pastoral se centró en el ámbito rural, al haber sido párroco de: Peralta, Navaz, Unzu, Ollacarizqueta y Garciriáin entre otros lugares.
También llegó a ejercer como delegado diocesano de medios de comunicación con el arzobispo José María Cirarda.

### Trayectoria como escritor
Fue miembro del grupo fundador de la revista de poesía Río Arga, de la que fue director (1983-1987), y a cuyo consejo de redacción pertenecía. También fue delegado de medios de comunicación social de la Archidiócesis de Pamplona y Tudela, y uno de los fundadores del Ateneo Navarro, junto con Pedro Salaverri, Víctor Manuel Arbeloa y Juan Ramón Corpas. Mauleón dirigió la Asamblea constituyente y redactó el primer acta oficial del Ateneo Navarro, en los bajos del Hotel Maisonnave.
Mauleón formaba parte de lo que Florencio Martínez Ruiz, en 1978, denominó Nuevo Mester de Clerecía, en referencia a sacerdotes del siglo XX que, al mismo tiempo, fueron poetas comprometidos con cuestiones sociales.
Es autor de casi una decena de libros de poesía, cinco de ellos escritos con más de setenta años; además de tres novelas y seis libros de espiritualidad en prosa. Los temas que trata en sus obras se centran en: Dios, la madre, la infancia, el amor, el tiempo, la amistad, la vejez, el sufrimiento, la enfermedad y la muerte.
Pocos meses antes de fallecer, en marzo de 2024, presentaba en el Nuevo Casino Principal de Pamplona una antología lírica donde reunía unos 200 poemas escritos durante 56 años de trabajo.
Por medio de su cuenta oficial en Instagram anunciaba la archidiócesis de Pamplona y Tudela su fallecimiento la mañana del 20 de octubre de 2024 en el hospital de San Juan de Dios de la capital navarra.

## Obras

### Poesía
- La luna del emigrante, Palencia, Rocamador, 1968; reeditado por Zero, Madrid, 1970 y 1972.
- Pie en la cima de la sombra, Barañáin, edición del autor, 1986.
- Salmos de ayer y hoy, Estella, Verbo Divino, 1997.
- Escribe por tu herida, 2005.
- Obra poética (1954-2005), Gobierno de Navarra.
- Este debido llanto, Madrid, Vitruvio, 2010. Poemario centrado en el fallecimiento de su madre, «una pérdida dolorosa que se llena de resonancia mística, de un dolor que se agarra a la esperanza y, en el mismo espacio, a una poesía reveladora y firme.»[12]
- Apasionado adiós, Madrid, Vitruvio, 2013. En palabras de Tomás Yerro sobre esta obra afirmaba:«Desde la atalaya de sus setenta y cinco años JM observa que a su camino no le quedan muchas leguas por recorrer, tan solo “horas contadas”, consideración que le induce a la despedida, sí, pero también al disfrute a fondo del aquí y ahora y a una actitud esperanzada, gozosa, ante un futuro post mortem iluminado por sus convicciones religiosas.»[12]
- Pero estás en mi aliento (Senectutis Carmina). Vitruvio, 2019. Donde recoge 59 poemas definidos por el propio autor como de «vejez o de ancianidad».[12][13]
- Confinada voz. Vitruvio, 2022.[12][14]
- Antología poética (1968-2024), Papeles del Duende, 2024.

### Narrativa
- El tío de Jaimerena. Pamplona, Caja de Ahorros Municipal de Pamplona, 1980.[15]
- Osasuna se traduce la salud. Pamplona, 1985. Semifinalista del Premio Eugenio Nadal 1984. ISBN 9788439855071
- Kiu y Liu y otros cuentos para niños. Mintzoa, 1990. ISBN 978-8485891122
- El senador Villanueva, 2000. ISBN  9788428816120

## Premios y distinciones
- Premio Navarra de novela corta (1980), con El tío de Jaimerena.[16]
- Semifinalista del Premio Nadal (1984), con Osasuna se traduce la salud.[17]
- Premio de periodismo San Fermín (1984), otorgado por el Ayuntamiento de Pamplona.[13]